# Georgemeer (Oeganda)
Het Georgemeer (Lake George) of Dwerumeer is een meer in het zuidwesten van de Afrikaanse staat Oeganda, in de regio Western.
Het meer heeft een oppervlakte van 250 km², een gemiddelde diepte van 2,4 meter en een maximumdiepte van 7 meter.
Het meer werd voor het eerst ontdekt door Europeanen in 1875 door de ontdekkingsreiziger Henry Morton Stanley en werd vernoemd naar de Britse prins George, de latere koning George V.
Abayameer · Abbemeer · Abijattameer · Afrerameer · Albertmeer · Assalmeer · Awasameer · Bamendjingmeer · Bangweulumeer · Baringomeer · Basakameer · Bittermeren · Cahora Bassa · Chamomeer · Delcommunemeer · Edwardmeer · Fitrimeer · Georgemeer · Guiersmeer · Hajkmeer · Kabambameer · Kabelemeer · Kabwemeer · Karibameer · Kisalemeer · Kitshomponshimeer · Kivumeer · Kokameer · Kyogameer · Lac Rose · Langanomeer · Mai-Ndombemeer · Manantalimeer · Malawimeer · Manyekemeer · Mofwelagune · Mwerumeer · Mweru-Wantipameer · Naivashameer · Nakurumeer · Nassermeer ·   Nyosmeer · Nzilomeer · Shalameer · Tanameer · Tanganyikameer · Tele-meer · Toshkameren · Tshangalelemeer · Tsjaadmeer · Tumbameer · Turkanameer · Upembameer · Victoriameer · Voltameer · Walilupemeer · Zimbambomeer · Ziwaymeer